# Vin vào tự nhiên
Vin vào tự nhiên (tiếng Anh: appeal to nature) là lập luận hoặc lối tu từ cho rằng "bởi vì thứ nào đó 'tự nhiên' nên nó tốt", hay "bởi vì thứ nào đó 'không tự nhiên' nên nó xấu". Những lập luận này thường được coi là không logic vì tiền đề chính yếu ngầm định "Cái gì tự nhiên thì tốt" ở đây không liên quan đến vấn đề bàn luận, không có ý nghĩa vững chắc trong thực tiễn.

## Hình thức
Dạng phổ quát của kiểu lập luận này có thể được trình bày theo tam đoạn luận như sau:
Cái gì mà tự nhiên thì tốt.

N tự nhiên.

Do đó, N tốt hoặc đúng.

Cái gì mà không tự nhiên thì xấu hoặc sai.

U không tự nhiên.

Do đó, U xấu hoặc sai.

Trong một số hoàn cảnh, "tự nhiên" là một từ ngữ rất mơ hồ, có thể vô hình trung gây liên đới ngoài ý muốn đến những khái niệm khác. Bản thân cái từ "tự nhiên" nó cũng có thể là "từ ngữ gài" (loaded term), vì nhiều khi có những nhận định chủ quan được cài cắm trong đó. Thành thử, "vin vào tự nhiên" trong trường hợp như này là ngụy biện "mặc nhận kết luận" (beg the question), bởi vì kết luận đã được hàm chứa ngay trong tiền đề rồi.
Có nhiều ý kiến khác nhau về "vin vào tự nhiên" trong lập luận lý tính. Theo một số góc nhìn dễ dãi hơn thì đôi khi nó có thể được coi là quy tắc ngón cái (phương pháp ước chừng) hữu ích trong một số lĩnh vực hạn hẹp nhất định, mặc dù vẫn thừa nhận những ngoại lệ nào đó. Khi áp dụng nguyên tắc kiểu như vậy, người ta có thể dựa vào thực kiện 'tự nhiên' để suy định được cái gì là tốt, và tương tự người ta có thể dựa vào thực kiện 'phi tự nhiên' để suy định được cái gì là xấu, trừ phi có bằng chứng ngược lại. Nếu trong lĩnh vực hạn hẹp mà lại xem quy tắc ngón cái như thể là nguyên tắc không có ngoại lệ thì đôi khi có thể sa vào ngụy biện ngẫu lệ (fallacy of accident).
Julian Baggini giải thích góc nhìn chuẩn về lý do khiến lập luận này là ngụy biện như sau: "Kể cả khi chúng ta có thể đồng ý rằng có cái thì tự nhiên và có cái thì không, thì kế sau đó là gì? Câu trả lời là: chả có gì cả. Không có lý do bằng thực kiện nào để cho rằng cái gì tự nhiên thì tốt (hay chí ít là tốt hơn) và cái gì không tự nhiên thì xấu (hay chí ít là xấu hơn) cả."

## Lịch sử
Ý nghĩa và tầm quan trọng của những cách hiểu và khái niệm khác nhau về "tự nhiên" đã đang là chủ đề thảo luận dai dẳng suốt chiều lịch sử cả trong khoa học lẫn triết học. Ở Hy Lạp cổ đại, "luật của tự nhiên đều được xem không chỉ là bản mô tả khái quát hóa về cái thực sự xảy ra trong thế giới tự nhiên... mà đúng hơn thì nó là những quy chuẩn mà người ta nên làm theo... Thành thử, "vin vào tự nhiên" có khuynh hướng có nghĩa là "vin vào bản tính tự nhiên của con người", được xem là nguồn gốc của chuẩn mực ứng xử. Với người Hy Lạp, sự "vin" này... biểu trưng cho việc thăm dò ý thức và khám phá vào một khu vực mà nằm trong đó, y theo cả truyền thống tư tưởng của họ, là nguồn gốc chân chính cho chuẩn mực ứng xử."

Trong thời hiện đại, các nhà triết học đã thách thức lại cái ý niệm rằng 'địa vị của con người là hữu thể tự nhiên' nên quyết định hoặc chỉ bảo cho hữu thể quy phạm của mình. Ví dụ, Rousseau đã nổi tiếng đưa ra câu nói là "Chúng ta không biết bản tính tự nhiên của chúng ta cho phép chúng ta là gì." Gần đây hơn, Nikolas Kompridis đã áp dụng tiên đề của Rousseau để tranh luận về 'can thiệp di truyền' (hoặc các loại can thiệp khác) vào cơ sở sinh học của sự sống con người, viết:
Có một cái miền của tự do con người mà không bị bản tính tự nhiên sinh học của chúng ta quyết định, song lại khiến chúng ta không yên lòng bởi vì nó bỏ ngỏ một cách gây khó chịu đó là rồi con người có thể trở thành loại hữu thể gì đây... Nói cách khác: Chúng ta sẵn lòng cho phép bản tính tự nhiên của chúng ta là cái gì? Và chúng ta nên cho phép dựa trên cơ sở gì?
Kompridis viết rằng 'quan điểm tự nhiên chủ nghĩa' về các sinh vật sống (được một nhà khoa học có tên là Rodney Brooks minh định là "máy móc được cấu thành từ các thành phần sinh hóa") có nguy cơ trở thành cách hiểu khả dĩ duy nhất về con người. Ông viết, "Khi chúng ta xem mình là 'máy móc được cấu thành từ các thành phần sinh hóa' vậy, tức là chúng ta không chỉ giả định là chúng ta biết bản chất tự nhiên của chúng ta cho phép chúng ta là gì, mà còn biết kiến thức này cho phép chúng ta trả lời câu hỏi cái gì sẽ xảy đến với chúng ta nữa... Đây không phải là câu hỏi dành cho chúng ta trả lời, mà, đúng hơn, là câu hỏi mà chúng ta phải luôn giữ cái tâm thế có thể trả lời."

## Ví dụ

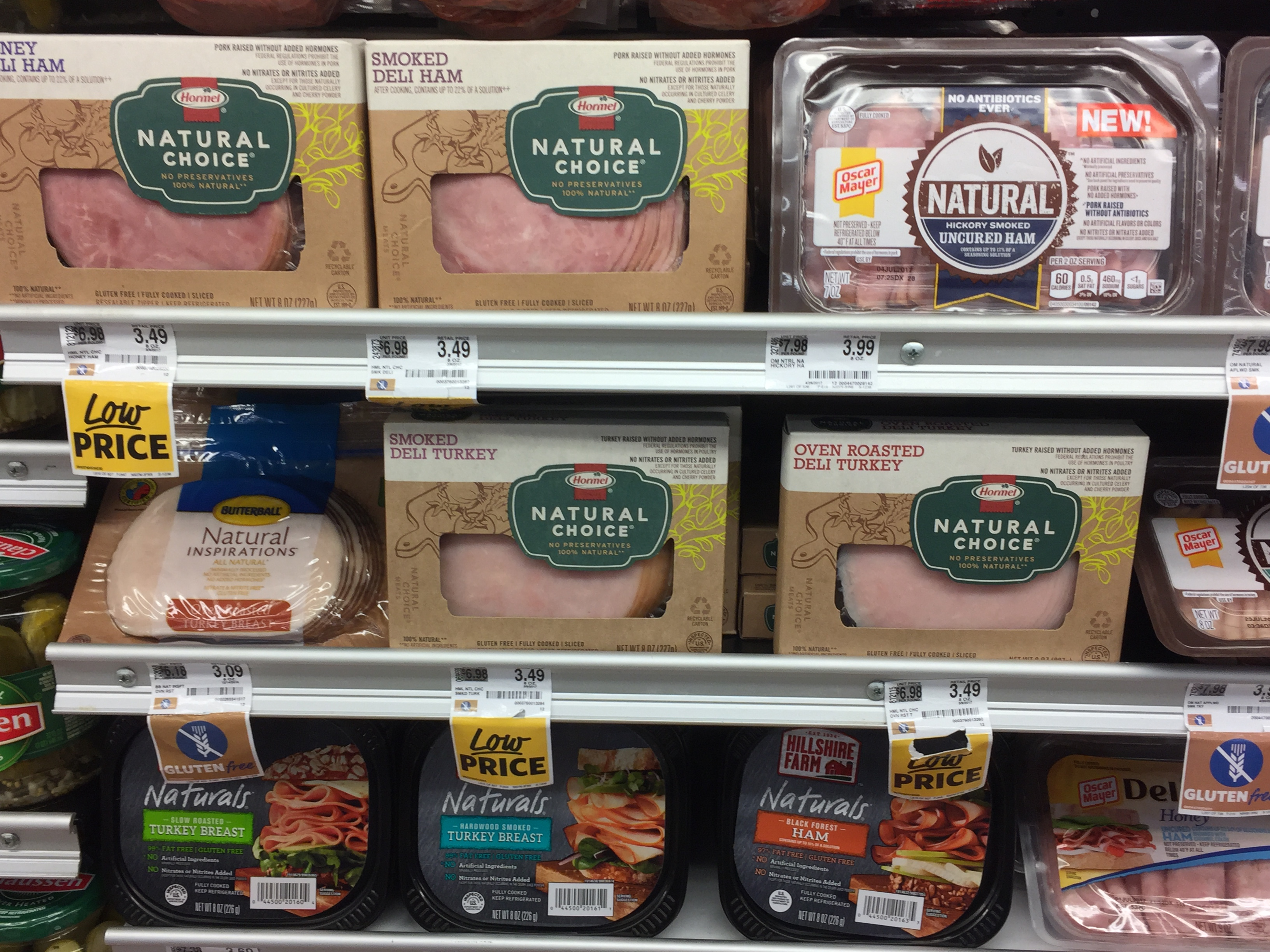
Giá kệ siêu thị với bốn thương hiệu khác nhau đều tự quảng cáo mình là đồ "tự nhiên".

Có thể thấy một số ví dụ phổ biến của "vin vào tự nhiên" trên nhãn mác và quảng cáo cho thức ăn, quần áo, phương pháp điều trị bằng thảo dược theo y học thay thế, và nhiều lĩnh vực khác. Nhãn mác có thể sử dụng cụm từ "hoàn toàn tự nhiên", ngụ ý rằng sản phẩm thân thiện với môi trường và an toàn. Tuy nhiên, việc sản phẩm có phải là "tự nhiên" hay không thì bản thân nó  không quyết định được tính an toàn hoặc hiệu quả của sản phẩm. Ví dụ, nhiều chất độc nguy hiểm đều là các hợp chất tìm được trong tự nhiên.
Người ta cũng hay mang lý lẽ "vin vào tự nhiên" vào việc dùng thuốc, cho rằng nếu thuốc mà "không tự nhiên" thì không nên dùng. Lý luận này cũng được vận dụng để chống lại việc tiêm vắc-xin.
Bàn về chủ đề tiêu thụ thịt, Peter Singer cho rằng bảo ăn thịt là 'điều có thể chấp nhận về mặt đạo đức' chỉ vì điều đó là một phần của "đạo tự nhiên" thì là ngụy biện, vì cách con người và các động vật khác có hành xử trong tự nhiên thì không dính dáng đến việc chúng ta nên hành xử như thế nào. Theo đó, Singer nhận định rằng, việc ăn thịt được phép hay không được phép về mặt đạo đức phải được đánh giá dựa trên phúc đức của chính việc đó, chứ không phải bằng cách vin vào mấy cái "tự nhiên".